# It Takes a Nation of Millions to Hold Us Back
It Takes a Nation of Millions to Hold Us Back (в переводе с англ. — «Чтобы сдержать нас, потребуется многомиллионная нация») — второй студийный альбом американской рэп-группы Public Enemy, выпущенный 14 апреля 1988 года на Def Jam Recordings. Пластинка заняла 42 место в американском чарте Billboard 200 и восьмое — в британском хит-параде. К августу 1989 года её тираж превысил один миллион экземпляров, и она получила сертификат платинового диска от Американской ассоциации звукозаписывающих компаний.

## Об альбоме
Запись проходила в трёх нью-йоркских студиях: Chung King Studios, Greene Street Recording и Sabella Studios. Участники обратили внимание на восторженный приём своих живых выступлений и решили записать альбом в более быстром темпе по сравнению с предыдущим Yo! Bum Rush the Show. Альбом был весьма положительно принят музыкальными критиками и появился в списке «лучших альбомов» многих изданий. Музыкальные авторы рассматривают It Takes a Nation of Millions to Hold Us Back как один из самых значительных альбомов 1980-х годов и один из величайших альбомов в жанре хип-хоп всех времён. Работу высоко оценили за технические приёмы, а также социально и политически окрашенные тексты основного эм-си группы Chuck D. В 2003 году диск занял 48-е место в списке «500 величайших альбомов всех времён» по версии журнала Rolling Stone; это наивысшая позиция в данном рейтинге для альбома в жанре хип-хоп.

## Список композиций
| №   | Название                            | Длительность |
| --- | ----------------------------------- | ------------ |
| 1.  | «Countdown to Armageddon»           | 1:42         |
| 2.  | «Bring the Noise»                   | 3:45         |
| 3.  | «Don’t Believe the Hype»            | 5:19         |
| 4.  | «Cold Lampin’ with Flavor»          | 4:17         |
| 5.  | «Terminator X to the Edge of Panic» | 4:31         |
| 6.  | «Mind Terrorist»                    | 1:21         |
| 7.  | «Louder Than a Bomb»                | 3:38         |
| 8.  | «Caught, Can We Get a Witness?»     | 4:53         |
| 9.  | «Show ’Em Whatcha Got»              | 1:56         |
| 10. | «She Watch Channel Zero?!»          | 3:49         |
| 11. | «Night of the Living Baseheads»     | 3:14         |
| 12. | «Black Steel in the Hour of Chaos»  | 6:23         |
| 13. | «Security of the First World»       | 1:20         |
| 14. | «Rebel Without a Pause»             | 5:02         |
| 15. | «Prophets of Rage»                  | 3:18         |
| 16. | «Party for Your Right to Fight»     | 3:24         |